# Leszek Piąstka
Leszek Jan Piąstka (ur. 8 kwietnia 1962) – polski judoka i trener judo, posiadacz 7 dana. 8-krotny mistrz Polski w judo kata, trener Kadry Polski Judo Kata (od 2025).
Reprezentant kadry narodowej judo kata oraz zawodnik AZS Uniwersytet Łódzki. Starszy wykładowca i dyrektor Studium Wychowania Fizycznego i Sportu Uniwersytetu Łódzkiego oraz trener klasy mistrzowskiej judo.

## Odznaczenia
- Odznaka „Za Zasługi dla Miasta Łodzi” (2024)[8].

## Sukcesy w judo kata

### Mistrzostwa Świata
4 miejsce (1x): 2021

### Mistrzostwa Europy
(1x): 2021

### Puchar Europy
4 miejsce (1x): 2018

### Mistrzostwa Polski
(8×): 2016, 2017, 2018, 2019, 2020, 2021, 2022, 2023, konkurencja Kodokan Goshin Jutsu.